# We Live
We Live es el quinto álbum de estudio de la banda de Dorset, Electric Wizard. Fue lanzado en junio de 2004 por el sello inglés Rise Above Records. Es el primer y único disco de Electric Wizard con la formación de Jus Oborn, Liz Buckingham, Rob Al-Issa y Justin Greaves, tras la salida de los miembros originales Tim Bagshaw y Mark Greening.

## Lista de canciones
Música por Electric Wizard. Letras y riffs por Jus Oborn.
| N.º | Título                                        | Duración |  |
| 1.  | «Eko Eko Azarak» I. «Invocation» II. «Ritual» | 10:34    |  |
| 2.  | «We Live»                                     | 7:45     |  |
| 3.  | «Flower of Evil a.k.a. Malfiore»              | 7:28     |  |
| 4.  | «Another Perfect Day?»                        | 7:50     |  |
| 5.  | «The Sun Has Turned to Black»                 | 6:15     |  |
| 6.  | «Saturn's Children»                           | 15:00    |  |

| Bonus edición 2004 en vinilo |                           |          |  |
| N.º                          | Título                    | Duración |  |
| 7.                           | «Tutti I Colori Del Buio» | 16:13    |  |

| Bonus reediciones 2006 y 2007 |                                        |          |  |
| N.º                           | Título                                 | Duración |  |
| 7.                            | «The Living Dead at Manchester Morgue» | 4:58     |  |

## Créditos
| - Jus Oborn – guitarra, voz, efectos - Liz Buckingham – guitarra - Rob Al-Issa – bajo - Justin Greaves – batería, percusión | - Grabado por John Stephens. - Mezclado por Mathias Schneeberger. - Masterizado por Tim Turan. - Arte por Tony R. |